# Nido (Marvel Comics)
Il Nido è una struttura di ricerca fittizia dei fumetti pubblicati dalla Marvel Comics localizzata nel deserto del Nevada, in una località denominata Pahute Mesa.

## Storia
Il dr. Stephen Marchesi fu inviato dal Senato ad investigare sui progressi compiuti dai ricercatori del Nido, mentre conduceva la sua ispezione un terremoto colpì la struttura provocando il fallimento dell'esperimento condotto dal dr. Araman Nila su dei minerali irradiati che esplosero disintegrando il complesso. Solo otto persone sopravvissero all'incidente, mutandosi in entità dai poteri divini, questi esseri attaccarono per mezzo di servitori meccanici un aereo che sorvolava la zona e ospitava a bordo l'Uomo Ragno ed il prof. Xavier con i suoi X-Men, partecipanti ad un convegno sulle mutazioni che si teneva in volo. Gli eroi corsero ad ispezionare il luogo in cui sorgeva il Nido ma furono imprigionati dalle entità il cui obbiettivo era Fenice, infatti, la trasformazione subita li aveva resi instabili e necessitavano del potere della ragazza per risolvere il problema. Mentre l'eroina mutante teneva occupati i semidei, i suoi alleati si liberavano e partivano all'attacco, purtroppo, non avevano capito che se la mutazione non fosse stata stabilizzata tutta la Terra sarebbe stata distrutta! Gli eroi ed i loro avversari si unirono e sfruttando i loro poteri riuscirono a convogliare le energie delle entità verso lo spazio dove si aggregarono formando una nuova stella, allo stesso tempo il Nido ed i suoi paraggi furono purificati dalle radiazioni generate dall'incidente iniziale.

## Membri
- Agni, Signore del Fuoco: il dr. Araman Nila era un esperto di radiazioni indù, creatore della cosiddetta Pila di Nila, una fonte energetica ottenuta irradiando minerali inerti. I suoi esperimenti furono alla base della distruzione del Nido e le sue credenze religiose plasmarono le otto entità nella loro forma semidivina. Come Agni aveva il potere di generare fuoco.
- Brahama, il Creatore: il dr. Brian Mann era un fisico nucleare, creatore del Nido, dopo la trasformazione ottenne poteri psichici.
- Kali, la Pazzia: la dr.ssa Karen Lee era una geologa, ex moglie del dr. Marchesi si era risposata con il collega dr. Si Fan Chung, come Kali era armata di una Ruota del Caos che emetteva scariche di energia sonica.
- Mara, il Sognatore: il dr. Martin Aaronson era un esperto di radiazioni, dopo l'incidente acquisì il potere di creare incubi e illusioni.
- Ratri, la Notte: ex hostess assunta come factotum del progetto, la giovane Randy Tate divenne in grado di generare una cappa di oscurità.
- Shiva, il Distruttore: il dr. Si Fan Chung era un astronomo, come Shiva possedeva un tridente attraverso il quale lanciava raggi di energia distruttiva.
- Vishnu, la Vita: il dr. Victor Norman era un biofisico che studiava l'effetto delle radiazioni sui tessuti biologici.
- Yama Dharma, la Morte: il dr. Jan Maarshall, ingegnere elettronico svedese, creatore dei Rakk, nella sua nuova forma era in grado di emettere scariche di forza distruttiva.
- Rakk: devono il loro nome a demoni della mitologia indù, i Rakshasas, come guardiani robot del Nido potevano volare e lanciare scariche d'energia.